# Cassytha paradoxae
Cassytha paradoxae är en lagerväxtart som beskrevs av George Richardson Proctor. Cassytha paradoxae ingår i släktet Cassytha och familjen lagerväxter. Inga underarter finns listade i Catalogue of Life.